# Лентише (Кјети)
Лентише (итал. Lentiscie) је насеље у Италији у округу Кјети, региону Абруцо.
Према процени из 2011. у насељу је живело 31 становника. Насеље се налази на надморској висини од 334 м.